# Сан-Сальвадор (вулкан)

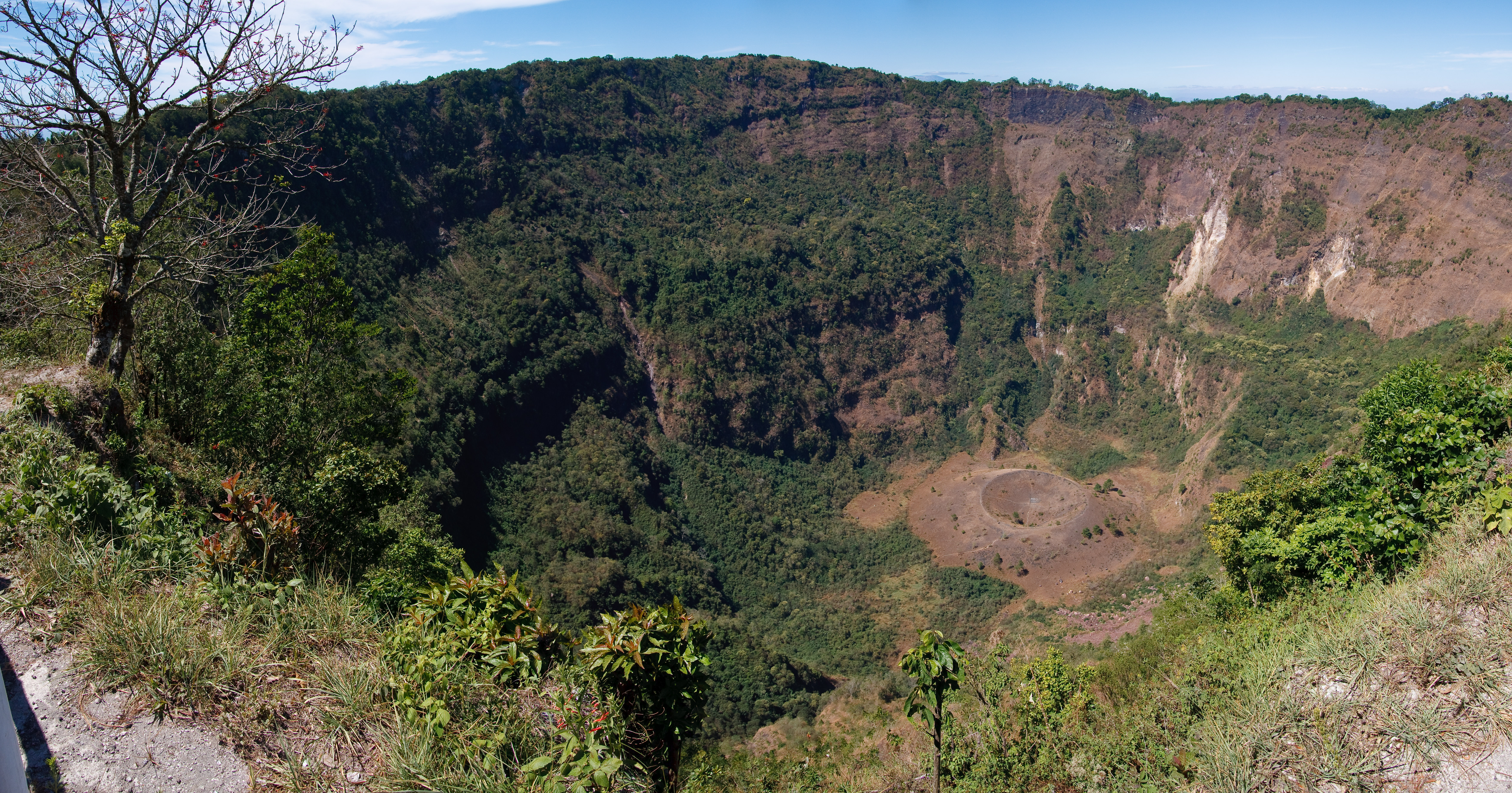
Кратер вулкана

Сан-Сальвадор (ісп. San Salvador),  Кесальтепеке  (піпіль Quezaltepeque)— вулкан, розташований у центральній частині Сальвадору, в однойменному департаменті, поруч зі столицею країни — Сан-Сальвадор. Західні райони міста фактично лежать на його схилах. Через безпосередню близькість у будь-якої геологічної активності вулкана є потенціал повністю знищити місто. За свою історію Сан-Сальвадор кілька разів піддавався серйозним руйнуванням під час сильних землетрусів у 1798, 1854 1873, 1965 рр., останній був 1987 року.